# Наоми (телесериал)
«Наоми» (англ. Naomi) — американский драматический телесериал о супергероях, разработанный Авой Дюверней, основанный на одноименной серии комиксов, написанной в соавторстве Брайаном Майклом Бендисом и Дэвидом Ф. Уокером и иллюстрированным Джамалом Кэмпбеллом.
12 мая 2022 года телеканал The CW закрыл телесериал после первого сезона.

## Сюжет
Наоми Макдаффи — подросток, обожающий комиксы и ведущий фан-сайта о Супермене. После того, как в Порт-Освего, штат Орегон, происходит сверхъестественное событие, Наоми намеревается определить его происхождение с помощью своей лучшей подруги, поддерживающих ее приемных родителей и владельца тату-салона с тайным происхождением.

## Актёры и персонажи
- Касси Уолфолл — Наоми
- Мэри-Чарльз Джонс — Аннабель
- Кренстон Джонсон — Зумбадо, владелец местной автостоянки
- Александр Рейт — Ди, владелец местного тату мастерской
- Дэниел Пуиг — Натан
- Эйдан Джемме — Джейкоб
- Уилл Мейерс — Энтони.
- Камила Морено — Лурдес, молодая женщина с саркастическим чувством юмора, работающая в магазине винтажных предметов коллекционирования.
- Музам Маккар — Дженнифер
- Бэрри Уотсон — Грег

## Список эпизодов
| № | Название                             | Режиссёр       | Автор сценария | Дата премьеры  | Произв. код |
| - | ------------------------------------ | -------------- | -------------- | -------------- | ----------- |
| 1 | «Don’t Believe Everything You Think» | Аманда Маралис | Ава Дюверней   | 11 января 2022 | T53.10001   |

## Разработка
4 декабря 2020 года сообщалось, что Ава Дюверней разрабатывает сериал для The CW, основанный на серии комиксов «Наоми», написанной в соавторстве Брайаном Майклом Бендисом, Дэвидом Ф. Уокером и Джамалом Кэмпбеллом. 9 февраля 2021 года The CW заказал пилотный эпизод . 24 мая 2021 канал заказал первый сезон. Сериал разработанный Дюверней будет исполнительным продюсером вместе с Джилл Бланкеншип, Сарой Бремнер и Полом Гарнсом. Пилот написан Дюверней и режиссером Амандой Марсалисом. Продюсерскими компаниями, участвующими в сериале, являются Array Filmworks и Warner Bros. Television.

### Кастинг
В марте 2021 года Касси Уолфолл получила главную роль, а Александр Рейт, Крэнстон Джонсон, Камила Морено, Бэрри Уотсон, Музам Маккар, Мэри-Чарльз Джонс, Эйдан Джемм, Дэниел Пуиг и Уилл Мейерс также были постоянными актерами сериала.

### Съёмки
Основные съемки сериала начались 23 августа 2021 года в Джорджии. Клифф Чарльз — оператор, а ДеМейн Дэвис — режиссер сериала.